# Slovenski športaš godine
Slovenski športaš godine i Slovenska športašica godine je priznanje koje svake godine dodjeljuje Slovensko društvo športskih novinara, za športske uspjehe u protekloj kalendarskoj godini. Prva priznanja su dodijeljena 1968. godine.
Najuspiješnije športašice su alpska skijašica Mateja Svet sa sedam nagrada, atletičarke Nataša Urbančič sa šest i Brigita Bukovec s pet osvojenih nagrada.
Najuspješniji športaši su plivač Borut Petrič i alpski skijaš Bojan Križaj s pet osvojenih nagrada.
| Šport            | Športašica godine | Godina | Športaš godine  | Šport               | Sastav godine                                            | Šport                   |
| ---------------- | ----------------- | ------ | --------------- | ------------------- | -------------------------------------------------------- | ----------------------- |
| atletika         | Marijana Lubej    | 1968.  | Miro Cerar      | gimnastika          | nagradu nisu dodijelili                                  | nagradu nisu dodijelili |
| atletika         | Nataša Urbančič   | 1969.  | Ivo Daneu       | košarka             | nagradu nisu dodijelili                                  | nagradu nisu dodijelili |
| Atletika         | Nataša Urbančič   | 1970.  | Miro Cerar      | gimnastika          | nagradu nisu dodijelili                                  | nagradu nisu dodijelili |
| atletika         | Nataša Urbančič   | 1971.  | Brane Oblak     | nogomet             | nagradu nisu dodijelili                                  | nagradu nisu dodijelili |
| atletika         | Nataša Urbančič   | 1972.  | Danilo Pudgar   | skijaški skokovi    | nagradu nisu dodijelili                                  | nagradu nisu dodijelili |
| atletika         | Nataša Urbančič   | 1973.  | Vinko Jelovac   | košarka             | nagradu nisu dodijelili                                  | nagradu nisu dodijelili |
| atletika         | Nataša Urbančič   | 1974.  | Vinko Jelovac   | košarka             | nagradu nisu dodijelili                                  | nagradu nisu dodijelili |
| tenis            | Mima Jaušovec     | 1975.  | Bojan Križaj    | alpsko skijanje     | nagradu nisu dodijelili                                  | nagradu nisu dodijelili |
| tenis            | Mima Jaušovec     | 1976.  | Borut Petrič    | plivanje            | nagradu nisu dodijelili                                  | nagradu nisu dodijelili |
| tenis            | Mima Jaušovec     | 1977.  | Borut Petrič    | plivanje            | nagradu nisu dodijelili                                  | nagradu nisu dodijelili |
| kuglanje         | Ljuba Tkalčič     | 1978.  | Borut Petrič    | plivanje            | nagradu nisu dodijelili                                  | nagradu nisu dodijelili |
| atletika         | Breda Lorenci     | 1979.  | Bojan Križaj    | alpsko skijanje     | nagradu nisu dodijelili                                  | nagradu nisu dodijelili |
| tenis            | Mima Jaušovec     | 1980.  | Bojan Križaj    | alpsko skijanje     | nagradu nisu dodijelili                                  | nagradu nisu dodijelili |
| alpsko skijanje  | Bojana Dornig     | 1981.  | Borut Petrič    | plivanje            | nagradu nisu dodijelili                                  | nagradu nisu dodijelili |
| alpsko skijanje  | Andreja Leskovšek | 1982.  | Bojan Križaj    | alpsko skijanje     | nagradu nisu dodijelili                                  | nagradu nisu dodijelili |
| atletika         | Lidija Lapajne    | 1983.  | Borut Petrič    | plivanje            | nagradu nisu dodijelili                                  | nagradu nisu dodijelili |
| alpsko skijanje  | Mateja Svet       | 1984.  | Jure Franko     | alpsko skijanje     | nagradu nisu dodijelili                                  | nagradu nisu dodijelili |
| alpsko skijanje  | Mateja Svet       | 1985.  | Rok Petrovič    | alpsko skijanje     | nagradu nisu dodijelili                                  | nagradu nisu dodijelili |
| alpsko skijanje  | Mateja Svet       | 1986.  | Rok Petrovič    | alpsko skijanje     | nagradu nisu dodijelili                                  | nagradu nisu dodijelili |
| alpsko skijanje  | Mateja Svet       | 1987.  | Bojan Križaj    | alpsko skijanje     | nagradu nisu dodijelili                                  | nagradu nisu dodijelili |
| alpsko skijanje  | Mateja Svet       | 1988.  | Matjaž Debelak  | skijaški skokovi    | nagradu nisu dodijelili                                  | nagradu nisu dodijelili |
| alpsko skijanje  | Mateja Svet       | 1989.  | Andrej Jelenc   | kajak-kanu          | nagradu nisu dodijelili                                  | nagradu nisu dodijelili |
| alpsko skijanje  | Mateja Svet       | 1990.  | Tomo Česen      | alpinizam           | nagradu nisu dodijelili                                  | nagradu nisu dodijelili |
| alpsko skijanje  | Nataša Bokal      | 1991.  | Franci Petek    | skijaški skokovi    | nagradu nisu dodijelili                                  | nagradu nisu dodijelili |
| kuglanje         | Marika Kardinar   | 1992.  | Rajmond Debevec | streljaštvo         | nagradu nisu dodijelili                                  | nagradu nisu dodijelili |
| atletika         | Brigita Bukovec   | 1993.  | Igor Majcen     | plivanje            | nagradu nisu dodijelili                                  | nagradu nisu dodijelili |
| atletika         | Britta Bilač      | 1994.  | Jure Košir      | alpsko skijanje     | nagradu nisu dodijelili                                  | nagradu nisu dodijelili |
| atletika         | Brigita Bukovec   | 1995.  | Iztok Čop       | veslanje            | nagradu nisu dodijelili                                  | nagradu nisu dodijelili |
| atletika         | Brigita Bukovec   | 1996.  | Andraž Vehovar  | kajak-kanu          | nagradu nisu dodijelili                                  | nagradu nisu dodijelili |
| atletika         | Brigita Bukovec   | 1997.  | Primož Peterka  | skijaški skokovi    | nagradu nisu dodijelili                                  | nagradu nisu dodijelili |
| atletika         | Brigita Bukovec   | 1998.  | Primož Peterka  | skijaški skokovi    | nagradu nisu dodijelili                                  | nagradu nisu dodijelili |
| plivanje         | Metka Sparavec    | 1999.  | Gregor Cankar   | atletika            | nagradu nisu dodijelili                                  | nagradu nisu dodijelili |
| alpsko skijanje  | Špela Pretnar     | 2000.  | Rajmond Debevec | streljaštvo         | nagradu nisu dodijelili                                  | nagradu nisu dodijelili |
| atletika         | Alenka Bikar      | 2001.  | Andrej Hauptman | biciklizam          | nagradu nisu dodijelili                                  | nagradu nisu dodijelili |
| atletika         | Jolanda Čeplak    | 2002.  | Aljaž Pegan     | gimnastika          | nagradu nisu dodijelili                                  | nagradu nisu dodijelili |
| atletika         | Jolanda Čeplak    | 2003.  | Dejan Košir     | daskanje na snijegu | nagradu nisu dodijelili                                  | nagradu nisu dodijelili |
| atletika         | Jolanda Čeplak    | 2004.  | Vasilij Žbogar  | jedrenje            | nagradu nisu dodijelili                                  | nagradu nisu dodijelili |
| alpsko skijanje  | Tina Maze         | 2005.  | Mitja Petkovšek | gimnastika          | nagradu nisu dodijelili                                  | nagradu nisu dodijelili |
| skijaško trčanje | Petra Majdič      | 2006.  | Matic Osovnikar | atletika            | Iztok Čop i Luka Špik                                    | veslanje                |
| skijaško trčanje | Petra Majdič      | 2007.  | Primož Kozmus   | atletika            | ACH Volley                                               | odbojka                 |
| plivanje         | Sara Isakovič     | 2008.  | Primož Kozmus   | atletika            | Rok Rozman, Tomaž Pirih, Rok Kolander i Miha Pirih       | veslanje                |
| skijaško trčanje | Petra Majdič      | 2009.  | Primož Kozmus   | atletika            | slovenska nogometna reprezentacija                       | nogomet                 |
| alpsko skijanje  | Tina Maze         | 2010.  | Dejan Zavec     | boks                | slovenska nogometna reprezentacija                       | nogomet                 |
| alpsko skijanje  | Tina Maze         | 2011.  | Peter Kauzer    | kajak-kanu          | Robert Kranjec, Jernej Damjan, Jurij Tepeš i Peter Prevc | skijaški skokovi        |
| judo             | Urška Žolnir      | 2012.  | Anže Kopitar    | hokej na ledu       | Iztok Čop i Luka Špik                                    | veslanje                |
| alpsko skijanje  | Tina Maze         | 2013.  | Peter Prevc     | skijaški skokovi    | slovenska reprezentacija u hokeju na ledu                | hokej na ledu           |
| alpsko skijanje  | Tina Maze         | 2014.  | Peter Prevc     | skijaški skokovi    | slovenska reprezentacija u hokeju na ledu                | hokej na ledu           |
| alpsko skijanje  | Tina Maze         | 2015.  | Peter Prevc     | skijaški skokovi    | slovenska odbojkaška reprezentacija                      | odbojka                 |
| judo             | Tina Trstenjak    | 2016.  | Peter Prevc     | skijaški skokovi    | slovenska reprezentacija u hokeju na ledu                | hokej na ledu           |
| alpsko skijanje  | Ilka Štuhec       | 2017.  | Goran Dragić    | košarka             | slovenska košarkaška reprezentacija                      | košarka                 |
| planinarstvo     | Janja Garnbret    | 2018.  | Luka Dončić     | košarka             | Tina Mrak i Veronika Macarol                             | jedriličarstvo          |
| planinarstvo     | Janja Garnbret    | 2019.  | Primož Roglič   | biciklizam          | slovenska odbojkaška reprezentacija                      | odbojka                 |
| skijaško trčanje | Anamarija Lampič  | 2020.  | Primož Roglič   | biciklizam          | slovenska rukometna reprezentacija                       | odbojka                 |
| planinarstvo     | Janja Garnbret    | 2021.  | Tadej Pogačar   | biciklizam          | slovenska košarkaška reprezentacija                      | odbojka                 |
| skijaški skokovi | Urša Bogataj      | 2022.  | Kristjan Čeh    | atletika            | slovenska reprezentacija skijaških skokova               | odbojka                 |
| planinarstvo     | Janja Garnbret    | 2023.  | Tadej Pogačar   | biciklizam          | slovenska nogometna reprezentacija                       | odbojka                 |

## Vanjske poveznice
- Društvo športskih novinara Slovenije  Arhivirana inačica izvorne stranice od 18. srpnja 2007. (Wayback Machine)
- RTVSLO: Športaš 2007. godine